# Valenciennea alleni
Valenciennea alleni es una especie de peces de la familia de los Gobiidae en el orden de los Perciformes.

## Morfología
Los machos pueden llegar a alcanzar los 7,4 cm de longitud total.

## Alimentación
Come invertebrados pequeños, en particular copépodos.

## Hábitat
Es un pez de Mar y, de clima tropical y asociado a los  arrecifes de coral que vive entre 2-9 m de profundidad.

## Distribución geográfica
Se encuentra al norte de Australia: desde Shark Bay (Australia Occidental) hasta Decápolis Reef (Queensland ).

## Observaciones
Es inofensivo para los humanos.